# Каппоги
Каппоги (яп. 割烹着, букв. одежда для приготовления пищи) — японская рабочая одежда, похожая на фартук. Изначально был создан, чтобы предохранять кимоно от загрязнения в процессе приготовления пищи. В отличие от привычного фартука, каппоги имеет ещё и рукава и удерживается с помощью двух полос ткани, завязывающихся за спиной в районе талии и шеи.
Впервые был представлен и введен в обиход в 1904 году первой японской кулинарной академией «Акахори Каппо Скул» (Akahori Kappō School) в то время, когда большая часть населения носило кимоно как повседневную одежду, а не только в церемониальных целях.

## Внешние ссылки
- Фото каппоги поверх кимоно (вид спереди)
- Фото каппоги поверх кимоно (вид сзади)